# استان سعرد
َ
استان سِعْرِد (به ترکی استانبولی: Siirt ili)؛ (به کردی: Parêzgeha Sêrt) نام یکی از استان‌های ترکیه است که مرکز آن هم شهر سعرد است. اکثریت جمعیت این استان کرد هستند. جمعیت آشوری سعرد در جریان نسل‌کشی آشوری‌ها به اجبار توسط قوا ترک نقل مکان و قتل‌عام شدند.

## نام
نام سِعْرِد برای این منطقه در منابع قدیمی‌تر و جدیدتر فارسی و عربی ثبت شده است. لغت‌نامه دهخدا ذیل مدخل «اسعرد» تصریح می‌کند که «اسعرد (اِخ) سعرد. نام شهری است» و برای اطلاعات بیش‌تر به منابعی چون منتهی‌الارب و قاموس الاعلام ترکی ارجاع می‌دهد. این بیان نشان می‌دهد که در فرهنگ‌ها و جغرافی‌نامه‌های کهن، این شهر و منطقه را با املای سعرد می‌شناخته‌اند. در واقع، تلفظ عثمانی/عربی این شهر «سِغِرد» بوده که به صورت سعرد (یا گاهی «سعرت») در متون تاریخی آمده است. به عنوان نمونه، در منابع تاریخی اسلامی از فتح این منطقه در صدر اسلام توسط خالد بن ولید یاد شده و نام آنجا را سعرد نوشته‌اند. نیز کاتب چلبی جهانگرد عثمانی در سیاحت‌نامه خود از شهر و نواحی سعرد با همین نام یاد و آن را توصیف کرده است. در شرح تاریخچه ولایت بطمان آمده است که در دوره عثمانی «این نواحی جزو سنجق سعرد، یکی از ۲۴ سنجق ایالت دیاربکر، بود و در اوایل دوره جمهوریت… روستای الوه… جزو قضای المدین، در ولایت جدید سعرد، شد».
این شواهد تاریخی تأیید می‌کنند که کاربرد نام سعرد برای این شهر/استان در سنت نگارش فارسی ریشه‌دار و مستند است.
در گفتمان رسمی امروز ایران نیز این استان را «سعرد» می‌نامند. برای مثال، خبرگزاری رسمی ایرنا در گزارشی از درگیری‌های جنوب‌شرق ترکیه، از این نام استفاده کرده است. همچنین در دیگر متون خبری و دیپلماتیک فارسی (ترجمه اخبار آناتولی، گزارش‌های سفارتخانه‌ها و غیره) معمولاً نام این استان را به صورت سعرد ذکر می‌کنند.

## شهرستان‌ها

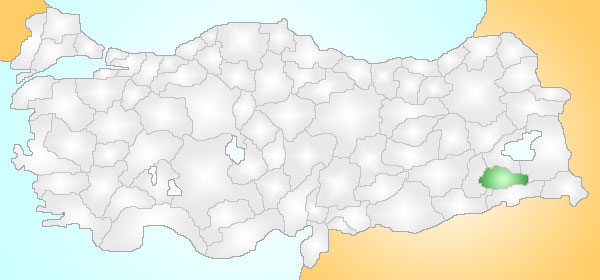

- آیدینلار Aydınlar
- بایکان Baykan
- اروخ Eruh
- کورتالان Kurtalan
- پرواری Pervari
- سعرد Siirt
- شیروان Şirvan